# Extraliga (Belarus) 1994/95
Die Saison 1994/95 war die dritte Spielzeit der belarussischen Extraliga, der höchsten belarussischen Eishockeyspielklasse. Meister wurde zum dritten Mal in der Vereinsgeschichte Tiwali Minsk.

## Modus
Da Tiwali Minsk am Spielbetrieb der russischen Superliga teilnahm, spielten die anderen sieben Mannschaften zunächst in einer ersten Phase der Saison in 24 Spielen. Die vier bestplatzierten Mannschaften qualifizierten sich für die Playoffs, in denen der Gewinner der ersten Saisonphase ausgespielt wurde. Anschließend spielten sechs Mannschaften – einschließlich Tiwali Minsk – in einer Finalrunde in jeweils zehn Spielen den belarussischen Meister aus. Für einen Sieg erhielt jede Mannschaft zwei Punkte, bei einem Unentschieden gab es einen Punkt und bei einer Niederlage null Punkte.

## Erste Saisonphase

### Tabelle
|    | Klub                | Sp | S  | U | N  | Tore    | Punkte |
| -- | ------------------- | -- | -- | - | -- | ------- | ------ |
| 1. | Belstal Schlobin    | 24 | 22 | 0 | 2  | 168:064 | 44     |
| 2. | HK Torpedo Minsk    | 24 | 15 | 2 | 7  | 138:089 | 32     |
| 3. | Triumf Minsk        | 24 | 12 | 2 | 10 | 120:086 | 26     |
| 4. | Polimir Nawapolazk  | 24 | 12 | 1 | 11 | 113:108 | 25     |
| 5. | HK Junost Minsk     | 24 | 10 | 4 | 10 | 117:107 | 24     |
| 6. | HK Njoman Hrodna II | 24 | 6  | 0 | 18 | 073:160 | 12     |
| 7. | Dwina Wizebsk       | 24 | 2  | 1 | 21 | 063:178 | 5      |

Sp = Spiele, S = Siege, U = Unentschieden, N = Niederlagen

### Playoffs

#### Halbfinale
- Polimir Nawapolazk – Belstal Schlobin 0:2 (0:5, 2:6)
- Triumf Minsk – HK Torpedo Minsk 1:2 (1:3, 7:2, 3:4)

#### Spiel um Platz 3
- Triumf Minsk – Polimir Nawapolazk 2:0 (6:3, 4:2)

#### Finale
- Belstal Schlobin – HK Torpedo Minsk 2:1 (3:8, 6:3, 6:4)

## Finalrunde
|    | Klub               | Sp | S  | U | N  | Tore  | Punkte |
| -- | ------------------ | -- | -- | - | -- | ----- | ------ |
| 1. | Tiwali Minsk       | 10 | 10 | 0 | 0  | 88:13 | 20     |
| 2. | Polimir Nawapolazk | 10 | 8  | 0 | 2  | 59:25 | 16     |
| 3. | HK Njoman Hrodna   | 10 | 5  | 0 | 5  | 53:30 | 10     |
| 4. | Belstal Schlobin   | 10 | 4  | 1 | 5  | 31:50 | 9      |
| 5. | HK Torpedo Minsk   | 10 | 2  | 1 | 7  | 28:83 | 5      |
| 6. | HK Junost Minsk    | 10 | 0  | 0 | 10 | 19:77 | 0      |

Sp = Spiele, S = Siege, U = Unentschieden, N = Niederlagen

## Belarussischer Meister
| Belarussischer Meister Tiwali Minsk | Torhüter: Juri Iwaschin, Alexander Gauryljonok Abwehr: Sergei Galkin, Sergei Jerkowitsch, Aleh Chmyl, Uladsimir Kopaz, Aljaksandr Makryzki, Dmitri Owsjannikow, Andrei Protopopow, Oleg Romanow, Ruslan Salej, Oleg Teterew Angriff: Aljaksandr Andryjeuski, Aleh Antonenka, Pawel Derkatsch, Wladimir Dejew, Konstantin Frolow, Waleri Jermolow, Anton Jurkin, Juri Karpenko, Wladimir Chaylak, Igor Leonowitsch, Wassil Pankoi, Alexander Rymscha, Andrej Skabelka, Igor Tarnowski, Anatoli Wariwontschik |

## Auszeichnungen
All-Star-Team
| Tor     | Juri Iwaschin (Tiwali)                                                            |
| Abwehr  | Aleh Chmyl (Tiwali) – Ruslan Salej (Tiwali)                                       |
| Angriff | Andrej Prima (Polimir) – Wassil Pankoi (Tiwali) – Aljaksandr Andryjeuski (Tiwali) |

Topscorer
- Andrej Skabelka (Tiwali) – 23 Punkte, 12 Tore und 11 Assists

Bester Spieler
- Wassil Pankoi (Tiwali)